# Pokhara (stad)
Pokhara (Sanskriet: पोखरा) is een stad met ongeveer 255.000 inwoners in Centraal-Nepal. Het is de hoofdstad van het district Kaski (gelegen in de Gandaki-zone). De stad is een van de meest populaire toeristische bestemmingen van Nepal.
Na de invasie van Tibet door de Volksrepubliek China kwam de handelsroute naar India stil te liggen en sinsdien trekken er weinig karavanen langs. Het verlies aan handel wordt echter goedgemaakt door de toename in toerisme. De stad biedt een combinatie van natuur en cultuur. Het is onder andere het vertrekpunt voor de tochten naar de bergen van de Annapurna. In Pokhara ligt ook het Himalaya Eye Hospital (het hoogste (oog) ziekenhuis ter wereld). Dit is in 1984 opgericht door de Eye Care Foundation uit Amsterdam.

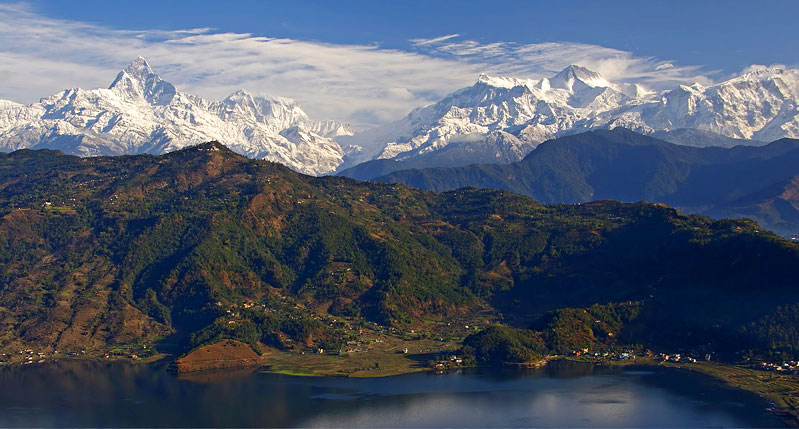
De bergketen Anapurna vanaf de World Peace Pagoda boven het meer Phewa

## Tibetaanse ballingen
Na de invasie van Tibet kwamen veel Tibetaanse vluchtelingen naar het buurland Nepal. In de Pokhara-vallei werden vier vluchtelingenkampen ingericht: Tashipalkhel, Tashiling, Paljorling en Jambling. Deze kampen hebben zich ontwikkeld tot vaste nederzettingen. Vanwege de verschillen in architectuur, gebedsvlaggen, gompa's en chörtens, zijn de verschillen goed merkbaar met de andere plaatsen in Nepal.